# یواس‌اس اوکتاویا (ای‌اف-۴۶)
یواس‌اس اوکتاویا (ای‌اف-۴۶) (به انگلیسی: USS Octavia (AF-46)) یک کشتی بود که طول آن ۳۳۸ فوت (۱۰۳ متر) بود. این کشتی در سال ۱۹۴۵ ساخته شد.